# Hans Sommer (tonsättare)

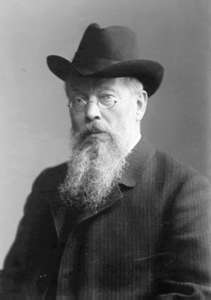
Hans Sommer omkring 1890.

Hans Friedrich August Zincken genannt Sommer, född den 20 juli 1837 i Braunschweig, död där den 26 april 1922, var en tysk tonsättare.
Sommer blev 1858 filosofie doktor i Göttingen och var 1859-84 professor i matematik vid tekniska högskolan i Braunschweig (1875-81 dennas föreståndare). Han komponerade omkring 200 sånger för en röst, varav många gjorde lycka i konsertsalen, och flera av Richard Wagner påverkade operor, bland andra Loreley (1891), Rübezahl (1904) och Der Waldschratt (1912). Tillsammans med Richard Strauss, Max von Schillings och Friedrich Rösch stiftade Sommer Genossenschaft deutscher Tonsetzer.